# قانون تیتیوس–بوده

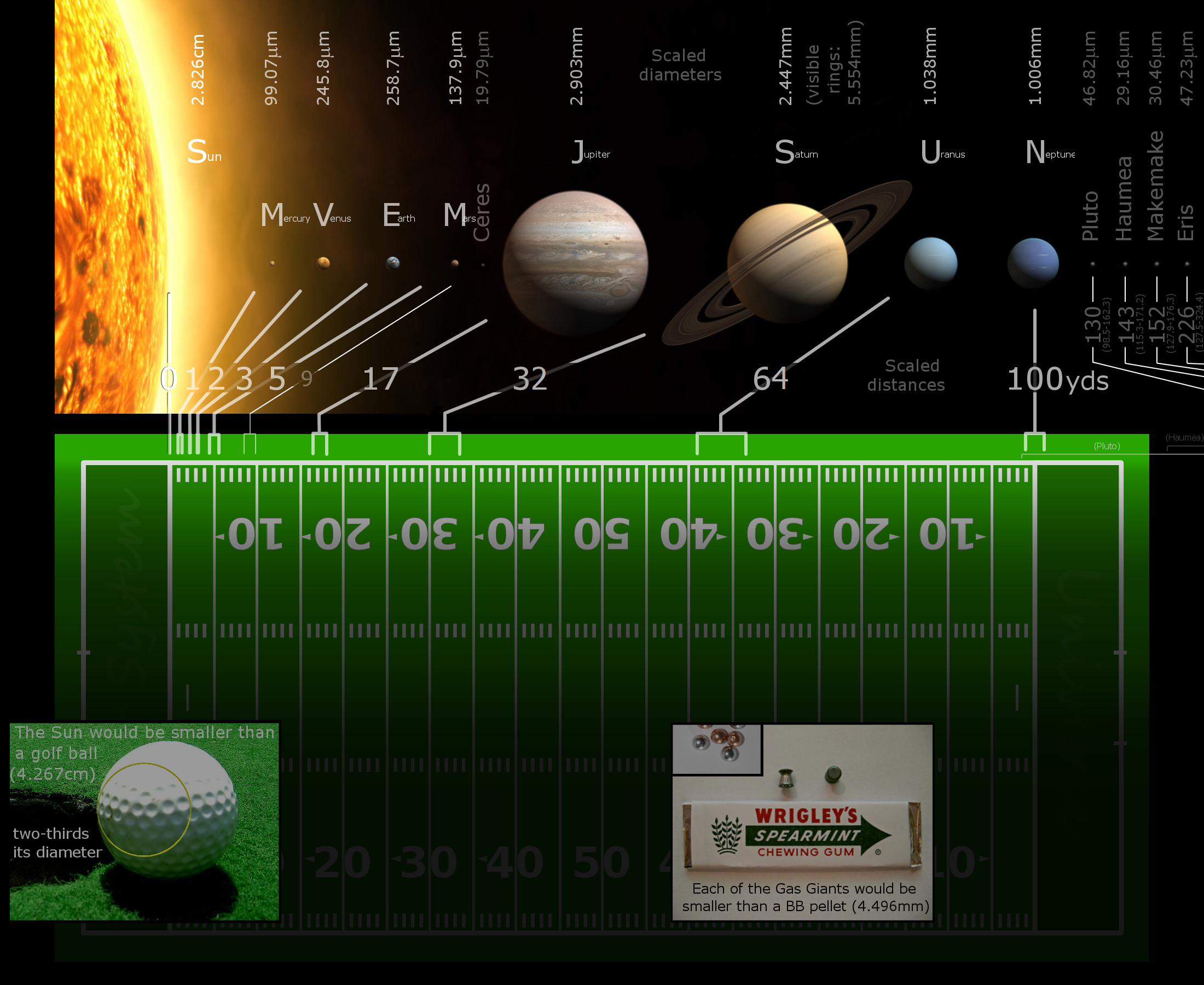
قانون تیتیوس–بوده

قانون تیتیوس-بوده قانونی بود که توسط یوهان تیتیوس و یوهان بوده وضع شده بود و فاصله هر سیاره را از خورشید تعیین می‌کرد. قانون بده به کشف تعدادی سیارک انجامید.
این قانون قبل از کشف اورانوس وضع شده بود و پس از کشف اورانوس معلوم شد که فاصله آن با این قانون تطابق دارد ولی نپتون از این قانون پیروی نمی‌کرد. نظریه واهلش دینامیکی دلیل این نقص را تأثیر گرانش سیارات همسایه می‌داند. این قانون با بازی ریاضی توسط این دو دانشمند وضع شد، در آن زمان کمبربند سیارک ها بین دو سیاره مریخ و مشتری کشف نشده بود بنابراین j=۳ در جدول مربوط به این قانون خالی گذاشته شد. این موضوع باعث شد تا ستاره شناسان در آن منطقه به دنبال سیاره ای بگردند که به سیاره ی x معروف شد. چندی بعد با پیدا شدن سرس توسط جوزپه پیاتسی، پنداشته شد که سیاره x پیدا شده است. اما در دهه ۱۸۵۰ میلادی زمانی که اشیاء دیگری در مدار مشابه کشف شدند به عنوان یک سیارک طبقه بندی شد.

فرمول:                                                                                                                                                               {\displaystyle \mathrm {d=0.4+0.3(2)^{j}} }

که در آن d بر حسب واحد نجومی (Au) (1.5×10^11 m) و j عدد اطلاق شده به هر سیاره است.
| نام سیاره           | d(واقعی) | d (طبق قوانین تیتیوس- بُدِه) | j  |
| ------------------- | -------- | -------------------------- | -- |
| عُطارد(تیر)          | 0.39     | 0.4                        | ∞- |
| زهره(ناهید)         | 0.72     | 0.7                        | 0  |
| ارض(زمین)           | 1.00     | 1.0                        | 1  |
| مریخ(بهرام)         | 1.52     | 1.6                        | 2  |
| کمربند سیارکی (سرس) | 2.77     | 2.8                        | 3  |
| برجِیس(هرمز)         | 5.20     | 5.2                        | 4  |
| زحل(کیوان)          | 9.58     | 10.0                       | 5  |
| اورانوس             | 19.22    | 19.6                       | 6  |
| نپتون               | 30.07    | —                          | ―  |
| پلوتو               | 39.48    | 38.8                       | 7  |